# 本池喜八
本池 喜八（もといけ きはち、文政11年（1828年） - 明治44年（1911年））は日本の実業家。本池運送店創業。

## 経歴
大篠津村（現鳥取県米子市大篠津町）に本池源次郎の長男として生まれた。
明治5年（1872年）8月馬車による運送業を始めた。大篠津を基点として旧道を利用して弓ヶ浜一帯へ木綿生産物･農産物･海産物･桑苗等を運送した。特に弓ヶ浜の木綿生産はこの地方最大の産業であり、この運送業は、養蚕と共に製糸業の普及と発展に寄与した。
『明治三十七年伯耆国実業人名録』によると、代表的商人として貨物運送業本池喜八の名を記録している。同書によると喜八は、国鉄山陰鉄道西線の境～御来屋間が開通し、大篠津駅が開設された翌年の明治36年（1903年）大篠津駅に貨物運送業本池運送店を開店した。はじめは国際通運株式会社の名称でスタートした。
喜八は明治44年（1911年）83歳で没したが、その事業は二代鹿太郎、三代節也、四代正三と引き継がれていく。